# Перрюшо, Анри

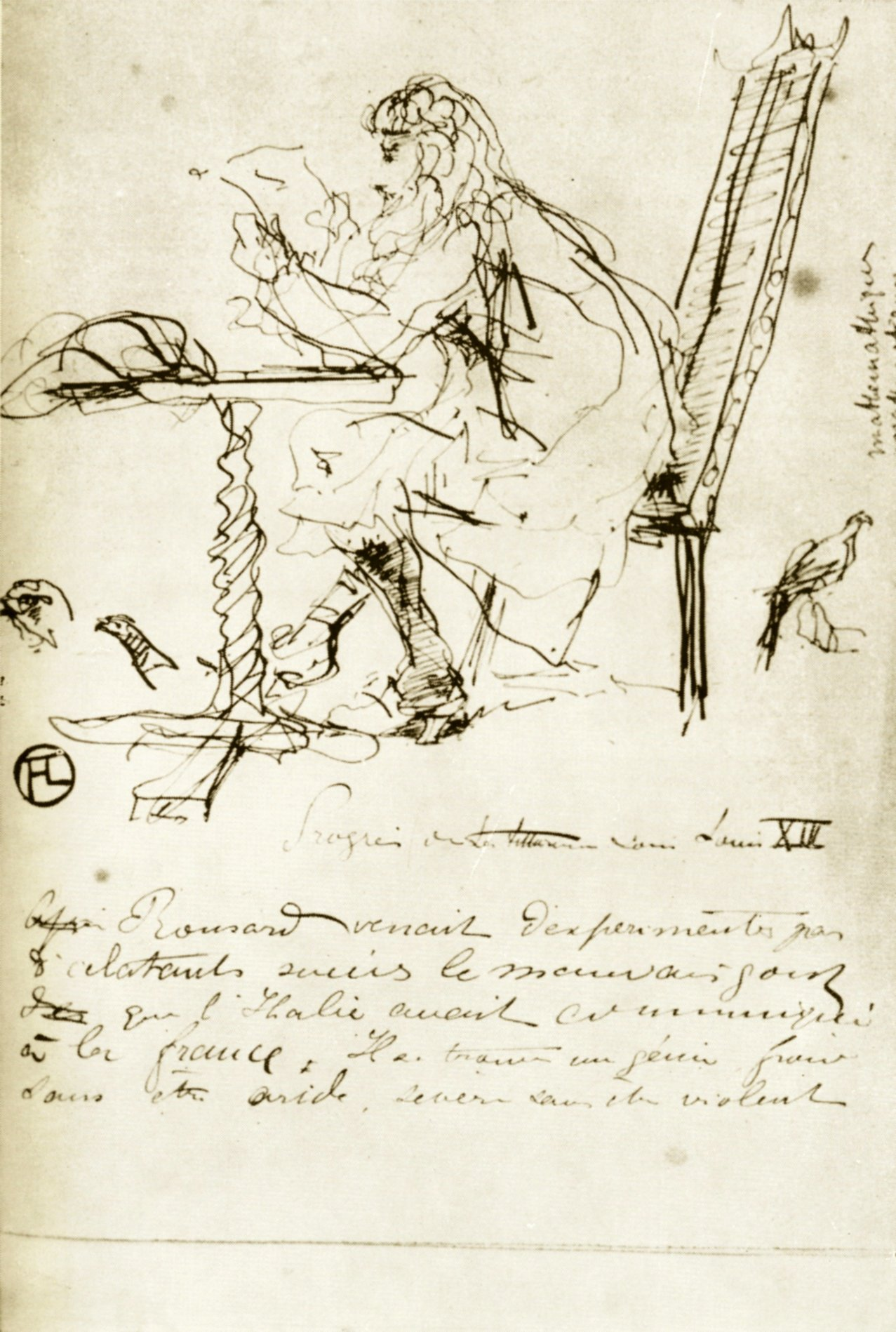
Иллюстрация из книги Перрюшо «Жизнь Тулуз-Лотрека»

Анри́ Перрюшо́ (фр. Henri Perruchot; 27 января 1917, Монсо-ле-Мин, Сона и Луара, Бургундия, Третья французская республика — 17 февраля 1967, Париж, Франция) — французский писатель, философ, историк искусства, биограф, редактор который наиболее известен своими книгами в жанре документальной биографии.

## Биография и творчество
Анри Перрюшо родился 27 января 1917 года, в Монсо-ле-Мин, департамент Сона и Луара. Учился в Марселе и Экс-ан-Провансе, специализировался в области истории литературы и английского языка. В 1945 году переехал в Париж. Работал как редактор и писал монографии по искусству. Позже основал и редактировал журнал для искусства и дизайна «Сады искусств». Член Общества писателей.
Известен своими книгами серии «Искусство и судьба» (Art et Destin) о жизни Эдуара Мане, Поля Сезанна, Огюста Ренуара, Винсента ван Гога, Поля Гогена, Тулуз-Лотрека, Жоржа-Пьера Сёра, Анри Руссо, крупнейшем архитекторе XX века Ле Корбюзье. Сочетал в своих романах беллетристическую живость повествования с достоверностью фактов, пытаясь понять особенности творчества живописцев и эпохи.
В предисловии книги «Сезанн» Перрюшо писал: «"Эта книга — отнюдь не роман-биография", — снова повторяю я те слова, какими начинается моя "Жизнь Ван-Гога". Я узнал о Сезанне все, что только известно о нём ныне; я собрал и сличил все имеющиеся о нём материалы; я посетил места, где он жил, пытливо вглядывался в природу и вещи. Короче говоря, я не привёл здесь ни одного факта, достоверность которого не мог бы доказать». В другой книге, «Жизнь Тулуз-Лотрека» Перрюшо так описывает свой метод: «Я читал и сравнивал всё, что было издано о Лотреке. Познакомился со всеми неопубликованными материалами, которые смог найти, опросил людей, знавших художника, побывал в местах, где он жил, собрал сведения о людях, которые сталкивались с ним в его бурной короткой жизни».
Создавая свои книги серии «Искусство и судьба» (неоднократно переиздавались на русском языке), Перрюшо использовал все доступные источники, в том числе архивные документы, что делает его романизированные биографии ценным источником для знакомства с эпохой и её выдающимися деятелями, но не являются искусствоведческими трудами.
Анри Перюшо умер 17 февраля 1967 года в Париже, похоронен в коммуне Блано (Кот-д’Ор).

### Издания на русском языке
- Перрюшо А. Эдуард Мане. — М.: Мол. гвардия, 1976. — 319 с. — (Серия «Жизнь замечательных людей»)
- Перрюшо А. Жизнь Мане. — М.: Радуга, 1988. — 272 с. — ISBN 5-05-002302-5
- Перрюшо А. (пер. М. Прокофьевой). Эдуард Мане. — М.: Терра, 2000. — 400 с. — ISBN 5-300-02940-8
- Перрюшо А. Жизнь Ван Гога. Пер. С. Тархановой и Ю. Яхниной. — М.: Прогресс, 1973.
- Перрюшо А. Жизнь Ренуара. — М.: Радуга, 1986. — 335 с. — ISBN 5-05-004173-2
- Перрюшо А. Сезанн. — М., 1966.
- Перрюшо А. Жизнь Сезанна.  — М.: Радуга, 1991. — 351 с. — ISBN 5-05-002302-5
- Перрюшо А. Поль Гоген. [Пер. с фр. Ю. Я. Яхниной]. — М.: Искусство, 1979. — 318 с.
- Перрюшо А. Жизнь Гогена. — М.: Радуга, 1989. — 335 с. — ISBN 5-05-002302-5
- Перрюшо А. Жизнь Тулуз-Лотрека.  — М.: Радуга, 1990. — 290 с. — ISBN 5-05-002576-1
- Перрюшо А. Жизнь Сёра. — М.: Радуга, 1992. — 192 с. — ISBN 5-05-004019-1
- Перрюшо А. Таможенник Руссо. Амбруаз Воллар. Воспоминания торговца картинами — М.: Радуга, 1996 — 416 с. — ISBN 5-05-004442-1